# Pavlo Tychyna
Pavlo Hryhorovych Tychyna (tiếng Ukraina: Павло Григорович Тичина; 23 tháng 1 [lịch cũ 11 tháng 1] năm 1891 - 16 tháng 9 năm 1967) là một nhà thơ, dịch giả, nhà báo, nhà hoạt động xã hội, học giả và chính khách nổi tiếng người Ukraina. Ông là người đã sáng tác lời bài hát Quốc ca Cộng hòa Xã hội chủ nghĩa Xô viết Ukraina.

## Tiểu sử
Sinh ra ở Pisky vào năm 1891, ông được rửa tội vào ngày 27 tháng 1, ngày mà mãi cho đến gần đây vẫn bị nhầm lẫn là ngày sinh của ông. Cha của ông, Hryhoriy Timofiyovych Tychynin, là một phó tế của làng và là giáo viên trường ngữ pháp địa phương. Mẹ ông, Maria Vasylivna Tychynina (Savytska), kém cha của Pavlo 11 tuổi. Pavlo có chín anh chị em: năm chị em gái và bốn anh em trai. Ban đầu, Tychyna khi còn nhỏ theo học tại trường tiểu học của huyện được mở ở Pisky vào năm 1897. Người thầy đầu tiên của ông là Serafima Morachevska, người sau này đã giới thiệu ông nên thử tài năng hợp xướng của mình. Năm 1900, ông trở thành thành viên của dàn hợp xướng của tu viện Trinity (Troitsky) gần Chernihiv. Đồng thời, Tychyna khi còn nhỏ theo học ở trường thần học Chernihiv. Năm 1906 cha của Pavlo qua đời. Năm 1907 Pavlo học xong.
Năm 1907-1913 Tychyna tiếp tục học tại Chủng viện Thần học Chernihiv. Tại đây, ông kết bạn với nhà thơ tương lai Vasyl Ellan-Blakytny. Ông cũng gặp Mykhailo Kotsiubynsky, người có ảnh hưởng lớn đến những tác phẩm đầu tay của ông. Năm 1912-1913, các tác phẩm của Tychyna được xuất bản trên nhiều ấn phẩm địa phương. Năm 1913-1917 ông theo học tại khoa Kinh tế của Học viện Thương mại Kyiv nhưng không hoàn thành khóa học. Đồng thời, ông làm việc trong ban biên tập tờ báo Rada ở Kyiv và tạp chí Svitlo (1913–14). Vào các mùa hè, ông làm việc cho Cục thống kê Chernihiv. Sau đó, ông làm trợ lý cho người điều phối hợp xướng ở nhà hát Mykola Sadovsky.
Khi Thế chiến thứ nhất nổ ra, viện chuyển đến Saratov. Khi đang trên đường đến địa điểm mới của viện, Tychyna bị ốm và buộc phải dừng lại để hồi phục sức khỏe. Ông trú nhờ tại nhà của một nhà thơ khác, Volodymyr Samiylenko, ở Dobrianka. Trong chiến tranh, ông đã hợp tác với nhiều nhà xuất bản khác nhau của Ukraina. Năm 1920 Pavlo trở thành thành viên của Pluh. Sau thành công ngay lập tức với những bài thơ của mình, năm 1923, ông chuyển đến Kharkiv (Kharkov), bước vào thế giới sôi động của các tổ chức văn học Ukraina thời kỳ hậu Cách mạng. Năm 1923 ông gia nhập tổ chức Hart sau khi chuyển đến Kharkiv và năm 1927 gia nhập VAPLITE nổi tiếng. Vào những năm 1920, Tychyna là thành viên hội đồng thành phố Kharkiv với tư cách chính trị gia độc lập. Tranh cãi về khuynh hướng tư tưởng của VAPLITE và nội dung một số bài thơ của Tychyna đã khiến ông bị chỉ trích vì lý do tư tưởng. Để đáp lại, Tychyna đã ngừng viết và mọi người đều cho rằng đó là sự kết thúc sự nghiệp viết lách của ông. Sau đó, ông trở thành thành viên của Chervonyi Shliakh, và bắt đầu học tiếng Armenia, tiếng Gruzia và tiếng Turk, đồng thời trở thành nhà hoạt động của Hiệp hội Nghiên cứu phương Đông ở Kyiv.

## Hoạt động văn học
Các tác phẩm ban đầu của ông có mối liên hệ chặt chẽ với phong trào văn học tượng trưng, nhưng phong cách của ông đã thay đổi nhiều lần trong suốt sự nghiệp lâu dài của mình và thường xuyên bắt chước chủ nghĩa hiện thực xã hội chủ nghĩa được mọi người chấp nhận. Những tác phẩm đầu tiên của ông đã bùng nổ trong bối cảnh Ukraina đang thịnh hành phong cách avant-garde với hình ảnh đầy màu sắc và nhịp điệu năng động. Tuy nhiên, khi cách tiếp cận của Cộng sản đối với việc thể hiện nghệ thuật trở nên cứng rắn hơn và vai trò của một nghệ sĩ được nhà nước hỗ trợ ngày càng được xác định và hạn chế hơn, thơ của Tychyna đã thay đổi khá đáng kể, sử dụng ngôn ngữ chính trị rõ ràng thân Cộng sản, bao gồm cả bài thơ ca ngợi Joseph Stalin nổi tiếng và lời bài hát của quốc ca Cộng hòa Xã hội chủ nghĩa Xô viết Ukraina. Năm 1933, tờ báo Pravda đăng bài thơ "Đảng lãnh đạo" của ông bằng tiếng Ukraina. Tychyna thường bị những người Ukraina lưu vong chỉ trích vì ca ngợi Chủ nghĩa Cộng sản trong các tác phẩm của mình và bị chế độ lợi dụng, nhưng những nghiên cứu gần đây đã nhấn mạnh sự xa lánh đầy tinh tế và chế giễu những thái quá và tàn bạo của Chủ nghĩa Cộng sản của ông thông qua những lời ca ngợi quá mức.
Tychyna được đề cử giải Nobel Văn học năm 1967 bởi Omeljan Pritsak, nhưng qua đời vào tháng 9 năm đó.

## Giải thưởng
- Giải thưởng Stalin năm 1941 cho tập thơ "Cảm giác gia đình đoàn kết" ("Чуття єдиної родини")
- Giải thưởng Quốc gia Shevchenko 1962 (cùng với Oleksandr Honchar và Platon Maiboroda) cho các tác phẩm chọn lọc gồm ba tập (1957)
- Anh hùng Lao động xã hội chủ nghĩa vì hoạt động văn học và công dân (ngày 23 tháng 02 năm 1967)
- Huân chương Cờ đỏ Lao động (hai lần)
- Huân chương Lênin (năm lần)
- Huy chương vàng "Liềm và Búa"

## Trong văn hóa đại chúng
Các bài hát pop sau đây được viết trên những bài thơ của Tychyna:
- "Veselo" của Kurs Valüt (2018)[2]
- "Yak upav zhe vin z konya", "Hey vdarte v struny", "Des na dni moho sertsya" của Pyrih i Batih (2021)[3]
- "Tam u topoli" của Artem Pyvovarov và Nastya Kamenskykh (2022)[4]